# Sam Byers
Sam Byers (geboren 1979) ist ein britischer Schriftsteller. 

## Leben
Sam Byers studierte an der University of East Anglia in Norwich und erhielt 2004 einen M.A. in Kreativem Schreiben. 2014 wurde er an der Universität promoviert, er legte dafür seinen Roman und einen Essay „A Failed Entertainment“: The Process of Paying Attention In and To Infinite Jest vor.
Byers schreibt Beiträge für die Zeitschriften Granta und Tank und Rezensionen für The Times Literary Supplement. Im Jahr 2012 veröffentlichte er seinen ersten Roman Idiopathy, der das Motto Ubi pus, ibi evacua trägt. Der Roman erhielt einen Betty Trask Award und einen der Preise des Waterstones 11 für Debütromane, er gelangte 2013 auf die Shortlist des Costa Book Award für Debütromane und des Desmond Elliott Prize. Der Roman erschien in der Folge in hebräischer, niederländischer, französischer, spanischer und deutscher Übersetzung.

## Werke (Auswahl)
- Idiopathie. Faber & Faber, 2012
  - Idiopathie : ein Roman über Liebe, Narzissmus und kranke Kühe. Übersetzung Barbara Heller und Rudolf Hermstein. Stuttgart : Tropen, 2013
- Perfidious Albion (2018).